# 高野漁
高野 漁（たかの りょう、1974年5月22日 - ）は、オフィス・オーパ所属の俳優。東京都杉並区生まれ。身長175cm。足の大きさ27cm。双子座。

## 人物
- 趣味は野球、格闘技。特技は寿司を握れる事、絵を描く事。また、「どっかん寿司」というお店のロゴキャラクターのデザインは彼によってデザインされたものが多数ある。
- 取得資格には調理師免許は無いが、本人は料理レシピを持つ程の腕前。
- ドラマ『間違われちゃった男』では寿司調理指導スタートとして入っていた。

## 出演作品

### テレビドラマ
- イノセント・ラヴ（CX）第1話・第2話少年院 院生役
- 婚カツ!（CX）第10話 - 寿司屋役
- JIN-仁-（TBS）第1話 - 第9話 - 西洋医学生役
- 東京DOGS（CX）第1話、第3話 マルオ後輩バイカー役
- マジすか学園 （TX）第7話
- タンブリング （TBS）第5話 チーマー役
- 月の恋人〜Moon Lovers〜 （CX）第1話 レゴリス製作者役
- GOLD （CX）第6話 暴走 囚人・佐々木役
- 外交官 黒田康作 （CX） 第1話 - 第10話 佃署刑事役
- 大切なことはすべて君が教えてくれた（CX）第1話 金融屋役
- 幸せになろうよ（CX）  第1話〜 ラグビー部役
- 遺留捜査（ANB） 第2話・第10話  寿司屋板前役
- ここが噂のエル・パラシオ （TX）第6話 -  桜花親衛隊役
- ラッキーセブン（CX）第6話  竹寿司板前役
- 妄想捜査〜桑潟幸一准教授のスタイリッシュな生活（ANB） 第7話  料亭たらちね板前役
- クローバー （TX）第2話 白滝高校ワル役
- 間違われちゃった男 （CX）第6話 -  寿司調理指導、プロレス指導、第7話 セコンド役
- ラスト♡シンデレラ （CX）第10話
- Oh,My Dad!! （CX）第11話
- あさきゆめみし 〜八百屋お七異聞 （NHK）第3話  山伏役
- 福家警部補の挨拶 （CX）第1話 ラーメン屋店主役 第3話 寿司屋大将役
- 夜のせんせい（TBS）第10話 新入生・住職役
- 極悪がんぼ（CX）第1話 怒突工事・部下役
- あすなろ三三七拍子 （CX）第2話 工事現場・おっちゃん役
- 若者たち2014（CX）第5話 面接官役
- HERO（CX）第8話 - 構成員役
- オリエント急行殺人事件（CX）第1話 第2話 - 駅員役
- 問題のあるレストラン（CX）第3話 - 競り人役
- HEAT（CX）第1話 第3話 第5話第8話- 自動車整備工場先輩役
- 銭形警部（WOWOW）第3話 - 先輩役
- DEATH NOTE（NTV）第1話 - 阿久津役
- スリル!〜赤の章・黒の章〜（NHK）第3話 - 借金取り役
- 笑う招き猫（TBS）第3話 - 寿司屋板前役
- 警視庁いきもの係（CX）第4話 - 警備員役

### 映画
- クジラ　極道の食卓（2009年、エクセレントフィルムパートナーズ）
- 童貞放浪記（2009年）
- ジェネラル・ルージュの凱旋（2009年、東宝）
- クローズZEROII（2009年、東宝）－鳳仙学園生徒 役
- 引き出しの中のラブレター（2009年、 松竹）
- 僕たちのプレイボール（2010年、ゴー・シネマ）
- ラブコメ（2010年）アロハ寿司・板前 役
- 日輪の遺産（2011年、角川映画）中尉将校 役
- 月光ノ仮面（2011年、角川映画）撃たれる寄席客 役
- デッドボール（2011年、Sushi Typhoon）ブラックラグーン 役
- カイジ2 人生奪回ゲーム（2011年、東宝）地下ホームレス 役
- ストロベリーナイト（2013年、 東宝）
- るろうに剣心（2012年、ワーナー・ブラザース映画）

### オリジナルビデオ
- 死神の刃（2010年、GPミュージアムソフト） - 暴漢 役
- 日本犯罪史 偽造の快楽（2013年、メディアワークス） - タバコ屋 役
- ルーザー（2013年、メディアワークス） - 周の子分 役
- 二代目はニューハーフ（2013年、オールインエンタテインメント）
- 首領の道7（2013年、オールインエンタテインメント） - ヒットマン 役
- 修羅の代償（2013年、メディアワークス）

### バラエティー
- ペケ×ポン - ペケポンなぞかけ・和尚さん 役

### CM
- 三幸製菓 - チーズアーモンド・チィーっす編（2014年）
- スシロー - 活アワビ始めました編（2016年）
- マクドナルド - 桃足りてる？マックシェイク桃編（2017年）

### ミュージックビデオ
- 石井竜也「DANCE IN LOVE」レスラー・カメラマン役

### 雑誌
- 本当にいる悪霊最恐怨霊動画[リンク切れ] 霊能俳優として参加。